# Brněnská přehrada
Brněnská přehrada är en reservoar i Tjeckien. Den ligger i den sydöstra delen av landet, 180 km sydost om huvudstaden Prag. Brněnská přehrada ligger 227 meter över havet. Arean är 1,2 kvadratkilometer.Trakten runt Brněnská přehrada består till största delen av jordbruksmark. Den sträcker sig 2,3 kilometer i nord-sydlig riktning, och 1,9 kilometer i öst-västlig riktning.
Följande samhällen ligger vid Brněnská přehrada:
- Rozdrojovice (656 invånare)